# 高等科
高等科（こうとうか）とは、第二次世界大戦降伏前の日本の学校体系において、当該学校種において、学ぶ内容が「高等」とされた課程の名称のことである。

## 具体例
具体例としては、次のものがある。
旧制小学校の高等科
尋常科と高等科を併設する「尋常高等小学校」において、尋常科を卒業した者の進路の一つとなった課程。
旧制高等学校の高等科
旧制高等学校の3年制の課程で、事実上の本科とみなされた課程で旧制大学の予科に相当する。大半の旧制高等学校は本科たる高等科のみを設置していた。

## 旧制小学校
現在の小学校は6年間の教育課程を終えると中学校へと入学するが、太平洋戦争前の学制では小学校には尋常科（あるいは初等科）と高等科が設置されていた。尋常科は修業年限が6年間（当初は4年間）の現在の小学校に相当するものだが、高等科は尋常科を卒業した児童を入学対象とした2年間の教育課程であった。戦中に、義務教育の8年間延長を前提とした国民学校高等科となった。
高等科は設置当初、複数町村を校区とした高等小学校として設けられたが、後に各地の小学校尋常科に併設へと変わり「尋常高等小学校」と称された。中学校や高等女学校、実業学校が設置されていない地域の子供の主な進学先であった。